# دونالد کین
دونالد کین (鬼怒鳴門؛ ۱۸ ژوئن ۱۹۲۲ – ۲۴ فوریهٔ ۲۰۱۹) زبان‌شناس، مترجم، نویسنده، استاد دانشگاه، و تاریخ‌نگار اهل ایالات متحده آمریکا بود.
وی همچنین برندهٔ جوایزی همچون کمک‌هزینه گوگنهایم شده‌است.